# Маккри, Уильям Хантер
Сэр Уильям Хантер Маккри (англ. Sir William Hunter McCrea, 1904—1999) — английский астроном и математик.

## Биография
Родился в Дублине (Ирландия), в 1926 окончил Тринити-колледж Кембриджского университета, продолжал образование в Гёттингенском университете (Германия). В 1930—1932 преподавал математику в Эдинбургском университете, в 1932—1936 — в Лондонском университете и Имперском колледже. Затем был профессором математики в университете Квинс (Белфаст) (1936—1944) и Лондонском (1944—1966) университетах. В 1966—1972 — профессор теоретической астрономии Сассекского университета, с 1972 — почетный профессор.

## Научная деятельность
Основные труды в области теоретической астрофизики — теории звездных атмосфер, физике межзвездной среды, космогонии, космологии. В 1929 выполнил пионерские исследования динамических эффектов турбулентности как механизма, способного обеспечить поступление вещества в хромосферу. В 1931 построил первую последовательную модель звездной атмосферы и с её помощью рассчитал выходящий поток излучения; эта модель позволила впервые получить самосогласованные количественные оценки ряда параметров атмосфер звезд. Одним из первых обратился к проблеме учёта сферичности звездных атмосфер, изучал перенос излучения в движущихся атмосферах и истечение вещества из звезд Вольфа — Райе и новых звёзд.
Вместе с Э. А. Милном в 1934 построил ньютоновскую космологическую теорию, которая, не используя сложный математический аппарат общей теории относительности, служит для многих явлений космических масштабов хорошим приближением к релятивистской космологии.

Разработал с точки зрения общей теории относительности некоторые аспекты гипотезы Ф. Хойла о непрерывном возникновении материи. Занимался исследованием начальных условий в моделях однородной и изотропной Вселенной.

Создал единую теорию образования звезд и планетных систем из газовых облаков, находящихся в состоянии сверхзвуковой турбулентности. 

В предположении, что планеты образуются как холодные тела, рассмотрел разделение химических элементов в планетном веществе. 

Изучил роль ударных волн в процессах аккреции межзвездного вещества звездами.

Высказал предположение, что прохождения Солнца через пылевые облака, связанные со спиральными волнами плотности, могут быть причиной наступления ледниковых периодов на Земле, и что из этих облаков Солнце может черпать материал для пополнения своего семейства комет. 

В других астрономических работах изучал статистические свойства квазаров (зависимость между их красным смещением и звездной величиной), возникновение направленного излучения в пульсарах, процессы перетекания вещества в двойных системах.

Ряд работ посвящён теоретической химии и математике.
Член Лондонского королевского общества (1952), член Ирландской королевской академии, Королевского общества Эдинбурга, Германской академии естествоиспытателей «Леопольдина», президент Лондонского Королевского астрономического общества (1961—1963).
Лауреат Золотой медали Королевского астрономического общества (1976), премии Кита Эдинбургского королевского общества (1941).